# El Querforadat
El Querforadat est une entité de population de la commune de Cava dans la comarque de l'Alt Urgell en Catalogne (Espagne).

## Description
En 2005, El Querforadat avait 15 habitants. Elle est située dans la région naturelle du Baridà.